# Apollo 8
Apollo 8 va ser el primer viatge espacial tripulat que va assolir una velocitat suficient per a escapar del camp gravitacional del planeta Terra, el primer que va entrar en el camp gravitacional d'un altre cos celeste (en aquest cas, la Lluna), el primer que va escapar del camp gravitacional d'un altre cos celeste i el primer viatge tripulat que va tornar a la Terra des d'altre cos celeste.
Els tres homes de la tripulació —formada pel comandant de la missió Frank Borman, el pilot del mòdul de comandament Jim Lovell i el pilot del mòdul lunar Bill Anders— es van convertir en els primers éssers humans a veure la cara oculta de la Lluna amb els seus propis ulls, així com els primers a veure la Terra des d'una òrbita al voltant d'un altre cos celeste. La missió va ser també el primer llançament tripulat d'un Saturn V i la segona missió tripulada del Programa Apollo.
Originalment planejada com una prova en òrbita baixa terrestre del mòdul lunar, l'objectiu de la missió va ser canviat pel més ambiciós vol orbital al voltant de la Lluna a l'agost de 1968 quan es va retardar el lliurament del Mòdul lunar assignat. El nou esquema de la missió, i els nous procediments i requeriments del personal van permetre un particularment curt interval de temps per a l'entrenament i la preparació, necessitant més talent, temps i disciplina per part de la tripulació.
Després del llançament el 21 de desembre de 1968 la tripulació va tardar tres dies a arribar a la Lluna. L'orbitaren 10 vegades en un termini de 20 hores, durant les quals la tripulació va realitzar una emissió de televisió en la Nit de Nadal en el qual van llegir els 10 primers versos del Gènesi.
La tripulació planificà el temps de lectura per fer-lo coincidir amb una vista completa de la Terra surant en la immensitat buida de l'espai que mostrava la diversitat del nostre planeta amb els diferents colors, els mars, els continents i els núvols en contrast amb la desolada superfície lunar. En aquell moment va ser el programa de televisió més vist de la història.
La reeixida missió de l'Apollo 8 va preparar el camí perquè l'Apollo 11 complís l'objectiu marcat per John F. Kennedy de dur un ésser humà a la Lluna abans del final de la dècada.

## Tripulació
El nombre entre parèntesis indica el nombre de missions completades per cada tripulant.
- Frank F. Borman, II (2) - Comandant (CDR)
- James A. Lovell, Jr (3) - Pilot del Mòdul de Comandament (CMP)
- William A. Anders (1) - Pilot del Mòdul Lunar (LMP)